# Iouri Malychev
Iouri Vassilievitch Malychev (en russe : Юрий Васильевич Малышев) (1941-1999) est un cosmonaute soviétique.

## Biographie
Iouri Vassilievitch Malychev est né le 27 août 1941 à Nikolaïevsk dans l'oblast de Stalingrad, en URSS.
Sélectionné comme cosmonaute le 7 mai 1967, il prit sa retraite le 20 juillet 1988.

## Vols réalisés
- 5 juin 1980 : Soyouz T-2, transportant les membres de l'expédition Saliout 6 EP-6 à la station spatiale Saliout 6. Retour sur Terre le 9 juin 1980.
- 3 avril 1984 : Soyouz T-11, transportant les membres de l'expédition Saliout 7 EP-3 à la station spatiale Saliout 7. Retour sur Terre à bord de Soyouz T-10 le 11 avril 1984.